# Dom Sébastien

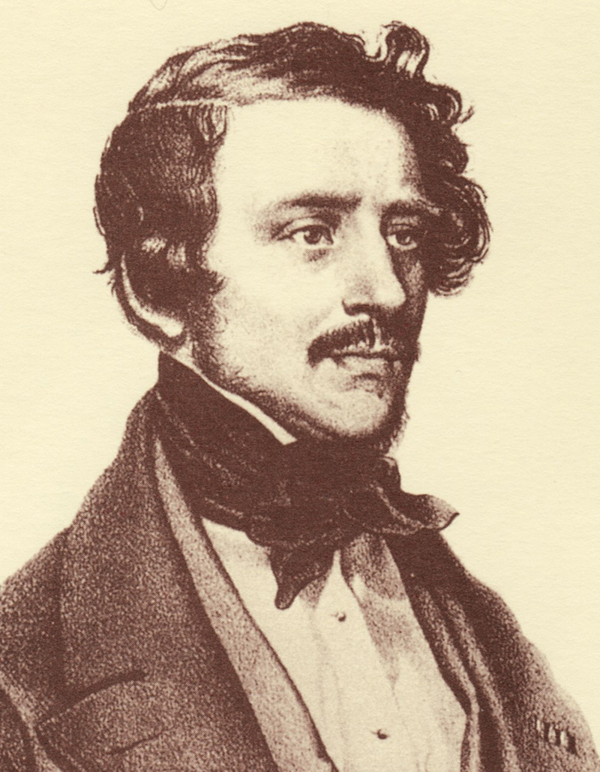
Gaetano Donizetti.

Dom Sébastien, Roi de Portugal (Don Sebastian, kung av Portugal) är en grand opéra i fem akter med musik av Gaetano Donizetti till ett franskt libretto av Eugène Scribe efter pjäsen Don Sébastien de Portugal av Paul Foucher (1838). Operan handlar om kung Sebastian I av Portugals (1554-1578) misslyckade expedition till Marocko.

## Historia
Dom Sébastien var Donizettis mest monumentala verk och hade premiär den 13 november 1843 på Parisoperan. Operan innehåller flera ensemblenummer, såsom septetten i akt IV. Bland ariorna märks särskilt Sébastiens romans i slutet av akt I, "Seul sur la terre", och Camoëns air i början av akt III, "O Lisbonne". Den väldiga begravningsmarschen utgjorde grunden för en stämningsmättad pianotranskription av Franz Liszt, och alluderas till i Gustav Mahlers sångcykel Lieder Eines fahrendes Gesellen.

## Personer
- Dom Sébastien, Kung av Portugal (tenor)
- Dom Antonio, hans farbror, regent i hans ställe (tenor)
- Dom Juam de Sylva, Storinkvisitorn (bas)
- Le Camoëns, soldat och poet (baryton)
- Dom Henrique, Dom Sébastiens löjtnant (bas)
- Ben-Selim, guvernör av Fès (bas)
- Zayda, Ben-Selims dotter (mezzosopran)
- Abayaldos, ledare för arabstammarna head of the Arab tribes, Zaydas fästman (baryton)
- Dom Luis (tenor)
- Soldat (bas)
- Förste inkvisitorn (tenor)
- Andre inkvisitorn (tenor)
- Tredje inkvisitorn (bas)

## Handling
Dom Sébastien styr över Portugal och ämnar leda ett korståg mot morerna i Marocko. Under tiden lämnar han styret över landet till farbrodern Dom Antonio. Men Storinkvisitorn smider planer på att lämna över riket till Spanien. Med på resan är även Zayda, en vacker morisk prinsessa som han räddade från döden och nu ska lämna över till hennes far. Vid Alcazar Kebir möts de portugisiska och arabiska trupperna. Dom Sébastien såras allvarligt och antas vara död. Zayda vårdar honom och han överlever. Han återvänder till Lissabon där han förfärad får bevittna sin egen statsbegravning. När han protesterar fängslas han som en bedragare. Zayda har också kommit till Lissabon i sällskap med sin svartsjuke fästman Abayaldos. Hon vittnar vid inkvisitionen mot Sébastien men när hon ska berätta sanningen bakom kungens mystiska försvinnande blir hon anklagad för förräderi. 
I fängelset får hon reda på att hon kan rädda kungen från döden om hon kan övertala honom att överlåta landet till Spanien. Han vägrar och de beslutar att dö tillsammans. Poeten Camoëns dyker upp och räddar dem från cellen. Men under flykten skjuts de alla tre ned av soldater. Storinkvisitorn svär trohet till Spanien och Portugal har förlorat sin självständighet.